# 禧恩
禧恩（1784年—1852年），字仲蕃，滿洲正藍旗，清朝宗室，豫通親王多鐸六世孙，睿恭親王淳穎次子（庶出），睿慎親王寶恩之弟、睿勤親王端恩之兄，官至工部、戶部、兵部尚書。

## 生平
嘉慶六年正月賞戴頭品頂戴，本年二月授頭等侍衛。嘉慶七年（1802年），兄長寶恩逝世，由四弟端恩承襲封睿親王，禧恩被封為鎮國將軍。八年十月授尚茶正，十一月授正藍旗蒙古副都統。十七年四月授正黃旗護軍統領。廿年正月授總管內務府大臣。嘉慶二十五年（1820年）七月二十五日，嘉慶帝當夜崩逝暴死，死因不明。其後因當時身為總管內務府的禧恩為代表的宗室之建議和認同，又得到皇太后的中宮懿旨和皇弟瑞親王綿忻的贊同，最主要是有軍機大臣等開啟鐍匣的御書聖旨，皇次子綿寧得以繼承大統。道光元年，任正紅旗漢軍都統，管理圓明園八旗內務府三旗事務。道光二年，任理藩院尚書。二年（1822年）六月戊辰，禧恩接替文孚，擔任清朝工部尚書，后改戶部尚書，由穆彰阿接任。直至道光十三年（1833年），禧恩免御前大臣、戶部尚書，改任理藩院尚書。道光十六年（1836年），禧恩調任為兵部尚書。道光十八年（1838年），褫奪禧恩太子太保銜及兵部尚書職務，由成格替任。道光二十二年，盛京将军。道光二十六年（1846年），禧恩以失察奸民，褫奪公爵，降爵位為鎮國將軍。咸豐二年（1852年），咸豐帝重新起用禧恩為戶部尚書，授協辦大學士兼管理藩院事務，可惜禧恩於同年十一月逝世，諡文莊。《清史稿》卷365有传。
与正蓝旗汉军、西安将军徐锟（字秋潭，父山东、河南巡抚徐绩）和姻戚、正蓝旗满洲、嘉慶六年（1801年）辛酉恩科进士他塔喇氏秀堃交友。著有《禧恩诗钞》、《粤行草》、《燕晋纪游草》1卷。

## 家庭
- 先祖豫通親王多鐸，即努尔哈赤第十五子。
- 世祖多羅貝勒多爾博（豫通親王多鐸第五子；养父、胞叔和碩睿亲王多爾袞，即努尔哈赤第十四子）。
- 太高祖追封和碩睿親王蘇爾發。
- 高祖追封和碩睿親王塞勒。
- 曾祖追封睿親王功宜布。
- 祖父追封睿恪親王如松。
- 父睿恭親王淳穎。母側福晉李佳氏（父李奇）。
- 胞兄睿慎親王寶恩。
- 胞弟和碩睿勤親王端恩。
- 胞弟鎭國將軍裕恩，鑲黃旗滿洲副都統、熱河都統，著有《音韻逢源》4卷。
- 胞弟鎭國將軍謙恩，頭等侍衛、佐領。
- 嫡妻鈕祜祿氏（父鑲黃旗滿洲、山東巡撫同興（又佟興），高祖一等公法喀）。继妻繼烏梁海氏（父满珠巴咱爾，母郡主愛新覺羅氏（父定恭親王綿恩），祖父喀喇沁多罗郡王端珠布色布騰）。
- 子輔國將軍榮壽，頭等侍衛。妻高佳氏（父镶黄旗满洲、瑪尚阿巴圖魯高杞，祖父總管內務府大臣高恆 (清朝)，曾祖文定公高斌；胞兄嘉慶戊辰科舉人高焯，著有《蓉波詩草》；胞姊高佳氏，分别嫁惇恪親王綿愷（嘉庆帝第三子）、内务府正白旗满洲嘉慶辛未科進士索綽絡氏奎耀（父乾隆癸丑科進士英和）、嘉慶己巳科進士镶蓝旗宗室崇碩（胞兄嘉慶乙丑科進士宗室崇弼；养子道光庚子科進士宗室和潤、道光丙申科進士宗室和淳））。孙宗室存誠，妻郭贝尔氏（郭博勒氏）（父正白旗满洲都爾通阿，胞叔盛京將軍清愨公都興阿，祖父領侍衞內大臣、正黃旗蒙古都統博多歡，曾祖正黄旗蒙古都统勤勇公阿那保）。
- 子輔國將軍崇壽。妻富察氏（父镶黄旗满洲、工部尚書兼領侍衛內大臣博啟圖）。
- 子輔國將軍興壽，三等侍衛。孙宗室德寬，妻他塔喇氏（祖父道光癸巳科进士毓科，曾祖嘉慶六年（1801年）辛酉恩科进士秀堃）。
- 女愛新覺羅氏，嫁正红旗满洲瓜爾佳氏錫福（父刑部侍郎斌良，胞叔文华殿大学士文端公桂良）。

## 延伸阅读
[在维基数据编辑]
 《清史稿·卷365》，出自趙爾巽《清史稿》
 《清史稿·卷365》